# HIP 13044
HIP 13044 ist ein rund 700 Parsec entfernter Stern im Sternbild Fornax. Er gehört der Spektralklasse F2 an und befindet sich im roten Teil des Horizontalasts im HR-Diagramm. HIP 13044 ist ein Mitglied des Helmi-Sternstroms, einer Gruppe von Sternen mit geringer Metallizität, die sich auf exzentrischen Bahnen außerhalb der galaktischen Ebene bewegen und die als Überbleibsel einer der Galaxis einverleibten Satellitengalaxie gedeutet werden.
Ein im Jahr 2010 postulierter Exoplanet um diesen Stern, der aufgrund der sehr tiefen Metallizität des Zentralsterns ein großes Problem für aktuelle Modelle der Entstehung von Planetensystemen dargestellt hätte, konnte in späteren Untersuchungen nicht bestätigt werden. Zudem hätte dies den ersten Nachweis eines Exoplaneten extragalaktischer Herkunft bedeutet.